# Gloria Feld
Gloria Feld (engl. Gloria Feldt, Temple, Teksas 13. april 1942) je najprodavanija autorka Nјujork Tajmsa, govornica, komentatorka i feministička liderka koja je stekla nacionalno priznanje kao društvena i politička zagovornica ženskih prava. Godine 2013.zajedno sa sa Ami Litzenberger, osnovala je Take the Lead, neprofitnu organizaciju sa ciljem da žene potstakne na paritetno liderstvo do 2025. godine. Ona je i bivša izvršna direktorka i predsednica Američke federacije za planiranje roditeljstva, koja je rukovodila ovom organizacijom, skoro punih deset godina, od 1996. do 2005. godine.

## Rani život i karijera
Rođena je 13. aprila 1942. godine u Templu u Teksasu. Diplomirala je 1974. godine na Univerzitetu u Teksasu u Permskom basenu.
Pridružila sepokretu Planirano roditeljstvo 1974. godine i radila u kancelariji za planirano roditeljstvo u Permskom basenu (sada Planirano roditeljstvo zapadnog Teksasa). Počev od 1978. godine, bila je na čelu kancelarije u Centralnoj Severnoj Arizoni.
„Njeno superlako saosećanje i ubeđenje“, prema Fondaciji Vomen in the Vorld, „u kombinaciji sa njenom nteligencijom i harizmom vodili su je od tinejdžerskog perioda u zapadnom Teksasu do tridesetogodišnje karijere kao pružaoca usluga reproduktivnog zdravlja i zagovornica organizacije Planned Parenthood Federation Amerike.
Feld je vodila i Kancelariju za planirano roditeljstvo u centralnoj i severnoj Arizoni kada je planiranje porodice postalo kontroverzno i politički nabijeno. U tom razdoblju putovala je sa telohraniteljem i izbegavala da radi u dobro osvetljenim, otvorenim kancelarijama sa velikim prozorima koji bi mogli biti na meti protestanata.
Od 1996. do kraja 2005. godine bila je izvršna direktorka i predsednica Američke federacije za planirano roditeljstvo, ali i kreatorka i podstrekač osiguranja od kontracepcije, jer je smatrala da je pobačaj tako vruća politička tema i da je planirano roditeljstvo vrlo snažno. U tom kontekstu, ona je pokretala žene na razmišljanje o planiranom roditeljstvu.
Aktivna u ranoj karijeri u pokretu za građanska prava, često je komentarisala brojna ženska pitanja, uključujući i ona u članaku u mrežnom časopisu Salon iz juna 2012. godine.
MSNBC je intervjuisala za prilog o Ratu protiv žena koji je emitovan 19. marta 2012. godine.
Adriana Gardella iz Njujork Tajmsa obavila je u ovom uglednom časopisu pitanja i odgovore sa Feldovom 2010. godine, predstavljajući je u njenom poslovnom okruženju.
Časopis People jednom je Feldta nazvao „glasom iskustva“.
Kao predsednica pokreta Take The Lead, ona nadgleda programe učenja, mentorstvo, umrežavanje i programe za uzorne žene.
Ona je i profesor na Državnom univerzitetu u Arizoni, gde drži kurs Žene, moć i liderstvo. Takođe radila je i sledećim odborima za ženska prava:
- Žensk medijski centar
- Jevrejska ženska arhiva,
- Savetodavni odbor Naša tela, sami.

## Lični život
Sa 15 godina, Feld se udala za svog dečka iz koledža i do 20. godine rodila troje dece. Trenutno živi sa suprugom Aleksom Barbanelom i deli vreme između Njujorka i Skotsdejla u Arizoni. Svakodne se druži i sa članovima mešovite porodici koju čini šestero dece i 15 unuka.

## Javni nastupi
Feld je česti javni govornik, koji drži predavanja na univerzitetima, u građanskim i profesionalnim organizacijama, kao i na nacionalnim i međunarodnim konferencijama o ženama, feminizmu, politici, liderstvu, medijima i zdravstvu.
U oktobru 2011. godine sedela je na panelu, moderiranom od strane advokatice posrednice Viktorije Pinčon, sa feminističkim liderima Glorijom Steinem, Shelbi Knok i Jamia Vilson na godišnjoj konferenciji Udruženja pravnika Južne Karoline.
Takođe se pojavila i u radu nekoliko foruma C- SPAN-ova TV knjiga.
Pored govorničkih angažmana, ona obilazi međugeneracijski feministički panel pod nazivom Vomen Girls Ladies.

## Pisanje
Feldovini komentari objavljivani su se u sledećim časopisima:
- The Nev Iork Times,
- USA Todai,
- The Vall Street Journal,
- The Vashington Post.

Takođe je pisala i za:
- Her latest,
- No Excuses: 9 Ways Women Can Change How We Think About Power, was published by Seal Press
- Na svojoj ličnoj veb stranici.[4]

Feld je autor nekoliko knjiga. Njen najnoviji, No Ekcuses: 9 načina na koji žene mogu promeniti naše mišljenje o moći, objavio je Seal Press u oktobru 2010. godini.

## Bibliografija
- Behind Every Choice is a Story (University of North Texas Press, 2003)  978-1-57441-158-4
- The War on Choice: The Right-Wing Attack on Women's Rights and How to Fight Back (Bantam Dell, 2004)  978-0-553-38292-1
- Send Yourself Roses: Thoughts on My Life, Love, and Leading Roles (Springboard, 2008), co-authored with actress Kathleen Turner and a New York Times best seller.  978-0-446-58112-7
- No Excuses: 9 Ways Women Can Change How We Think About Power (Seal Press, 2010)  978-1-58005-328-0

## Nagrade i priznanja
- 2007.New York Newswomen Front Page Award,
- 2007. Women's eNews, 21 Leaders for the 21st Century,[13]
- 2005. Women Lawyers Los Angeles, Courage Award,[14]
- 2005. Arizona Civil Liberties Union, Civil Libertarian of the Year,
- 2005. Planned Parenthood Golden Gate Sarah Weddington Award,
- 2005. Planned Parenthood Federation of America, Margaret Sanger Award,[14]
- 2003. Glamour Magazine, Woman of the Year,
- 1998. Vanity Fair magazine, America's Top 200 Women Leaders, Legends and Trailblazers,
- 1998. World Academy of Art and Science, Special Award,
- 1996. Texas Monthly Texas Twenty,
- 1996. City of Phoenix Human Relations Commission, Martin Luther King Jr. Living the Dream Award,
- 1995. National Organization for Women, Sun City Chapter, Golden Apple Award,
- 1994. i 1998. Soroptimist International, Women Helping Women Award,
- 1990. Planned Parenthood National Executive Directors Council Ruth Green Award
- 1987. Woman of Achievement, 1987, Junior League, Mujer, and AAUW
- 1987. New Times, Best of Phoenix

## Spoljašnje veze
- Званични веб-сајт
- Take The Lead Women
- "Why women must seize this moment," CNN Opinion, by Gloria Feldt
- Feldt Gloria Feld на веб-сајту  (језик: енглески)
- Planned Parenthood site
- „Seal Press author page”. Архивирано из оригинала 29. 09. 2010. г.
- Gloria Feldt на веб-сајту  (језик: енглески)